# ベヘール・デ・ラ・フロンテーラ
ベヘール・デ・ラ・フロンテーラ（スペイン語: Vejer de la Frontera）は、スペイン・アンダルシア州カディス県のムニシピオ（基礎自治体）。1857年までの市名は違う綴りのVeger、1857年から1877年までの市名は短くVejerであった。イベリア半島とアフリカ大陸を隔てるジブラルタル海峡を見下ろす小高い丘の上にある。

## 歴史
ベヘールには新石器時代から人が定住し、青銅器時代には既に要塞が築かれていた。ローマ以前にはベサロ(Besaro)と呼ばれており、現在も残る市壁の一部は紀元前7世紀からある。ローマ時代にはバエシッポ(Baesippo)と呼ばれていた。
711年、西ゴート王ロドリーゴに勝利したターリク・イブン・ズィヤード率いるイスラム軍が、バエシッポ周辺を征服した。
550年余り続いたイスラム支配時代、町はベシェル(Besher)と呼ばれた。彼らは、城の扉（11世紀）、市壁、通りに面した場所の格子窓といったイスラムの影響を物語る痕跡を残した。ベヘールは2度、キリスト教徒軍に征服されている。カスティーリャ王フェルナンド3世時代の1250年が一度目であり、1264年6月にアラブ人が再征服した。1264年8月から2度目の戦いが始まり、1285年にキリスト教徒軍が勝利するまで続いた。戦いの後、ムデハルは町から追放された。
1285年、サンチョ4世はベヘールを封土としてサンティアゴ騎士団へ与えた。しかしこの命令で騎士団がベヘールを領有することはなく、ベヘールはカスティーリャ王国に併合された。
1307年、イスラム教徒が去った後のベヘールにキリスト教徒の植民がされた後、アロンソ・ペレス・デ・グスマン（メディナ＝シドニア公家の先祖）がベヘール領主となった。彼は既に1299年から、タリファを征服後ジブラルタル海峡一帯の領主となっており、王の代理人及び領主として、海峡の防御者となっていた。この領土はメディナ＝シドニア公家の世襲となった。
15世紀から16世紀までベヘールはグスマン家を領主に持った。近代に入り、メディナ＝シドニア公家に対抗したフアン・レリンケ・ア・ラ・カベサが自治体の支配権を握り、メディナ＝シドニア公家が一帯に領有していた土地をアサス・デ・スエルテと改名した。
1976年、スペイン歴史保護遺産に指定された。

## 経済
農業が盛んである。また、市街の美しさに惹かれて訪れる観光客も多く、住宅建設や商業の部門も十分に成長している。

## 行事
- 春祭り（Feria de Primavera） - 見本市やアトラクションが設置され、イベントが行われる。毎年4月に5日間、昼から夜まで行われる。
- 聖週間（Semana Santa） - 受難週に行われる厳かな祝祭。聖水曜日にはCristo de la Oliva同胞団が、聖木曜日にはNuestro Padre Jesús Nazareno同胞団が、聖金曜日にはla Soledad同胞団が、サエタ（フラメンコの一種）を歌いながら山車を担いで街を練り歩く。
- 聖ヨハネの前夜祭 - 毎年6月23日（聖ヨハネの日の前日）の夜に開催され、その年を代表する有名人の姿を模した人形を燃やす。人形は地域住民の手で作られ、最も良いものに賞が与えられる。また、トロ・デ・フエゴ（英語版）も行われる。
- オリーブの聖母マリアの夕べ（Velada de Nuestra Señora de la Oliva） - 毎年8月10日に行われる祭り。守護聖人である聖母マリアの像を廟から出して礼拝行進を行う。像がしまわれる24日までの間は、縁日やイベントが開催され、多くの観光客が街を訪れる。

## ギャラリー

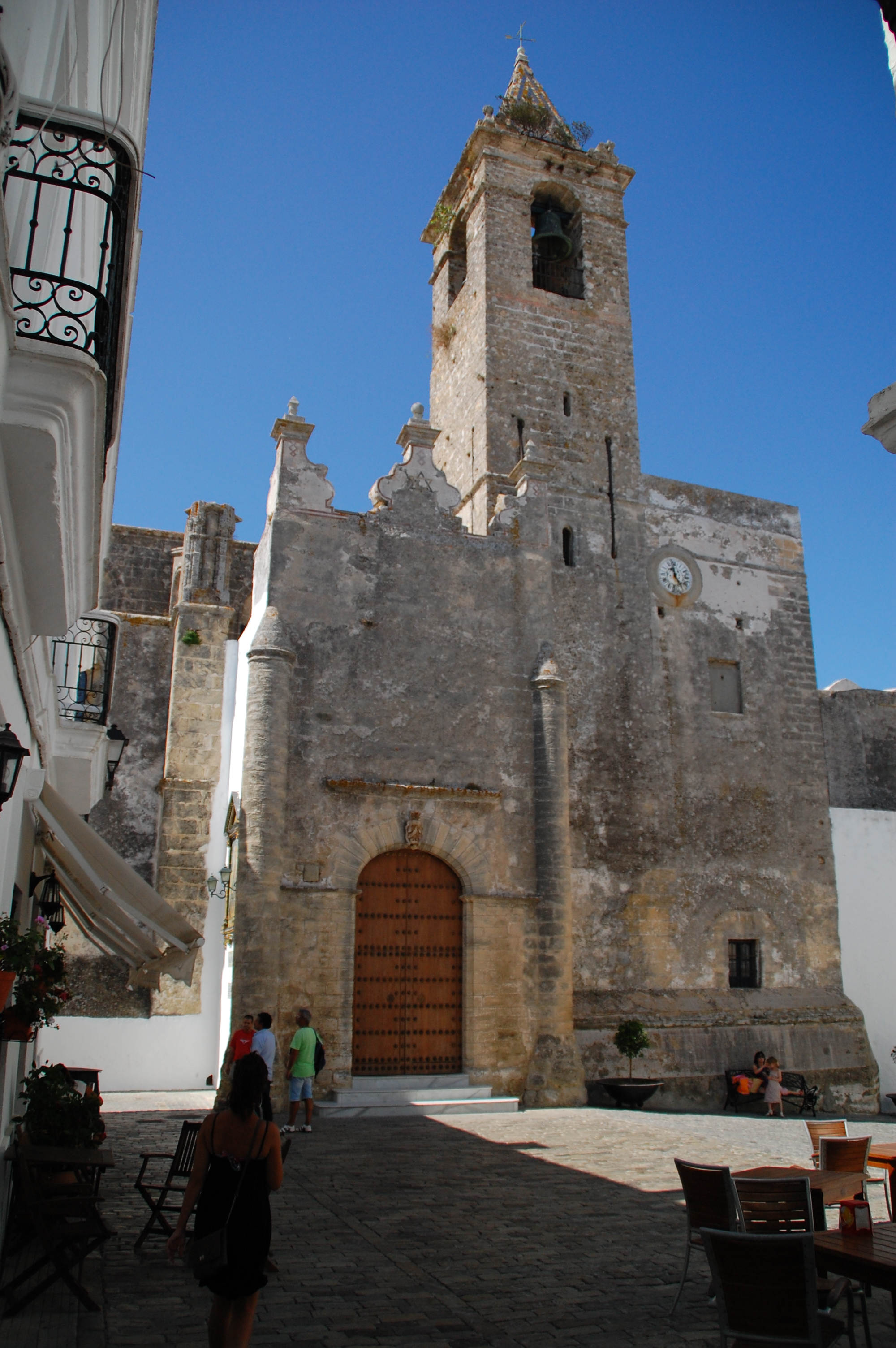
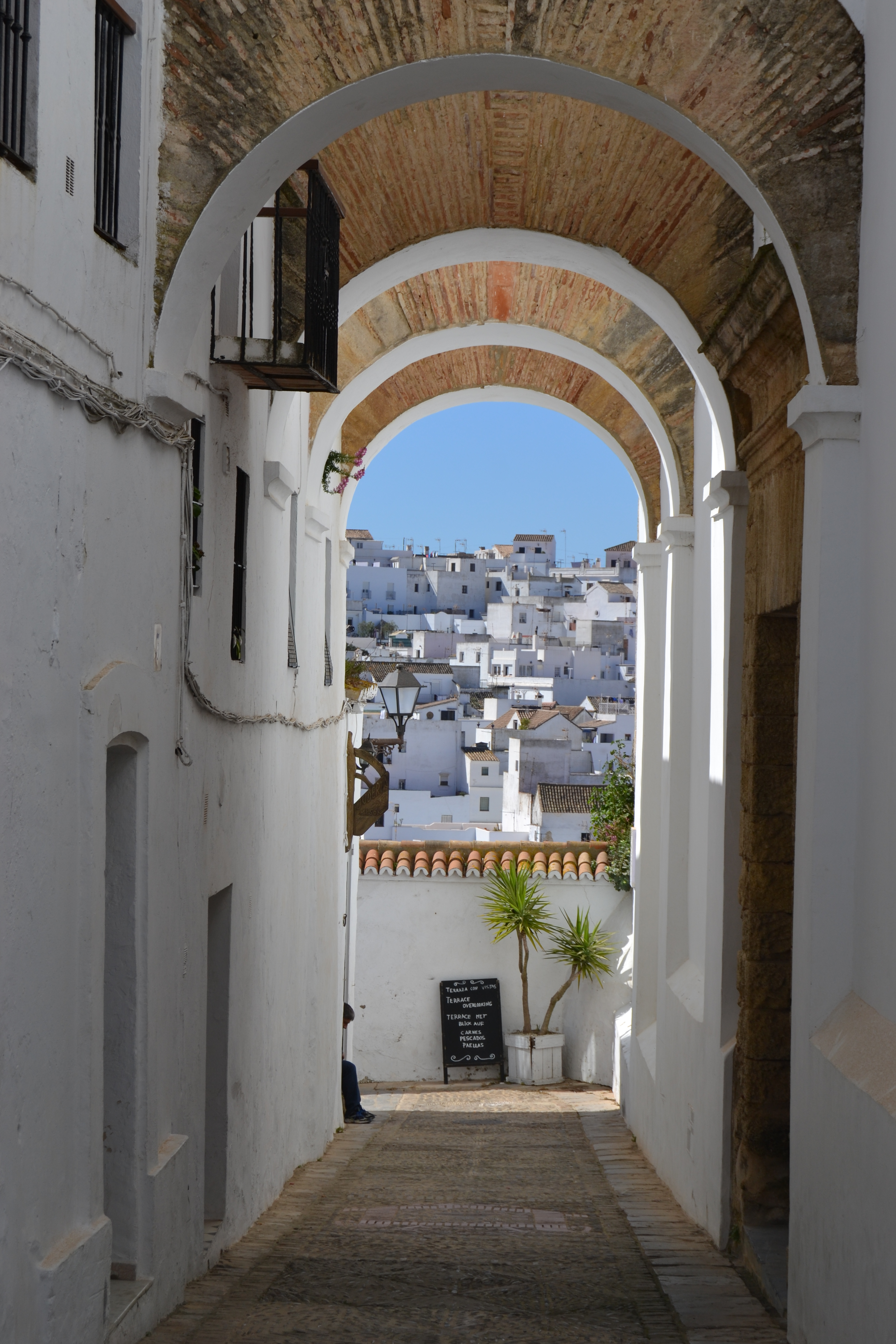
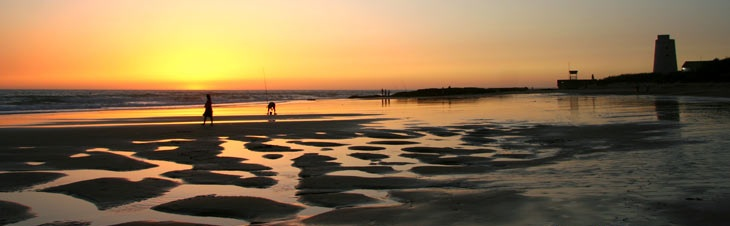
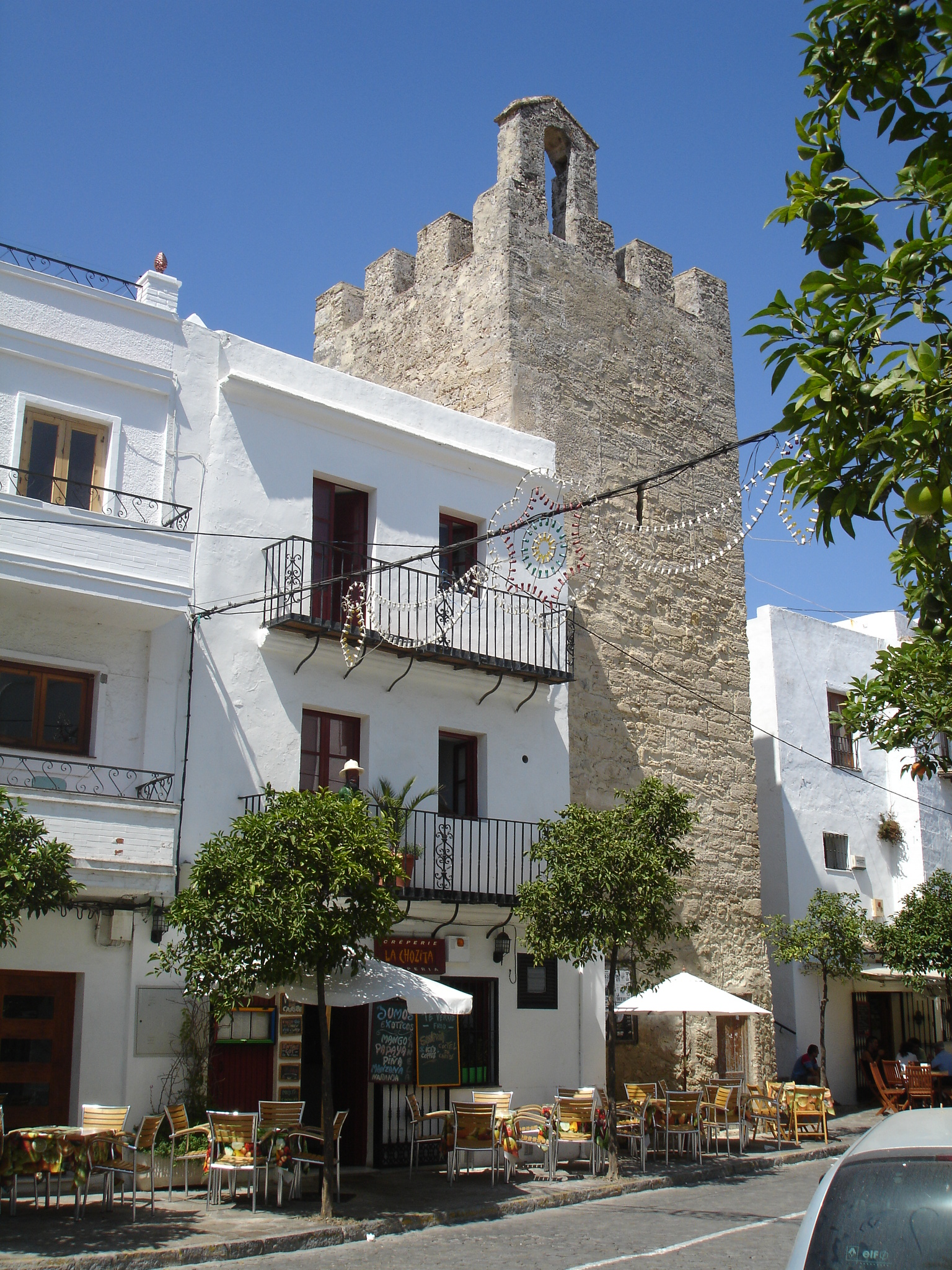